# Новоспаськ (Новосибірська область)
Новоспаськ (рос. Новоспасск) — село у Барабінському районі Новосибірської області Російської Федерації.
Входить до складу муніципального утворення Новоспаська сільрада. Населення становить 576 осіб (2010).

## Історія
Згідно із законом від 2 червня 2004 року органом місцевого самоврядування є Новоспаська сільрада.

## Населення
| 2002 | 2007 | 2010 |
| ---- | ---- | ---- |
| 656  | ↗677 | ↘576 |